# ピリリウム
ピリリウム (pyrylium) とは、ピランのメチレン基からヒドリドイオンが脱離した形式の陽イオンのことである。名称はピラン (pyran) の語尾 an をヒドリドイオンが脱離した陽イオンであることを意味する接尾辞 -ylium で置き換えたものである。
ピリジンの窒素原子を酸素陽イオンに置き換えた形の化合物であり、ピリジンと等電子構造を持つ。そのため、ヒュッケル則を満たす芳香族化合物の一種である。ピランが不安定で単離が困難であるのに対し、ピリリウム構造を持つ化合物は比較的安定で数多く知られている。ピラノンもピリリウム構造を持つ極限構造を書くことができ、安定な化合物が多く知られている。

## 合成
2-アルケン-1,5-ジオン構造を持つ化合物を強酸性条件で環化させるとピリリウム化合物を得ることができる。後述の通り、ピリリウムイオンは求核試薬の付加を受けやすいので、用いる酸としては対イオンに求核性がない過塩素酸やテトラフルオロホウ酸を用いることが多い。無置換のピリリウムイオンはこの方法で得られている。
上記の条件で生成する2-アルケン-1,5-ジオンを単離せずにそのままピリリウムに環化させる方法も知られている。たとえばβ-ケトアルデヒドとケトンからアルドール縮合を行なう方法や、3-アルケン-1-オンにカルボン酸無水物をフリーデル・クラフツ反応させる方法がある。
また、アルカン-1,5-ジオンを強酸性条件下で弱い酸化剤を共存させてピリリウムを得る方法もある。この反応はまず環化により 4H-ピランが生成し、それが酸化剤で脱水素される反応機構で進行する。酸化剤としてはDDQや塩化トリフェニルメチルなどが用いられる。
4-ピラノンのカルボニル基にグリニャール試薬を付加させた後、酸で処理するとヒドロキシ基が脱離してピリリウムが生成する。
またピラノンをアルキル化剤で処理するとO-アルキル化が進行し、アルコキシピリリウムが生成する。

## 反応
ピリリウムは芳香族ではあるものの正電荷を帯びていて電子不足であるため、求核試薬と反応しやすい。共鳴構造の正電荷の位置から予想されるとおり、求核試薬との反応は2位か4位で進行する。
2位か4位に脱離基となる置換基が存在する場合には、ピリジンなどと同様に求電子置換反応が進行する。2位か4位に脱離基となる置換基が存在しない場合、一旦求核付加が起こるものの生じたピラン誘導体が不安定なためピラン環の開環がしばしば起こる。例えばアンモニアと反応させると2位にアンモニアが付加した後、ピラン環が開環して5-アミノ-2,4-ジエン-1-オンとなる。これは直ちに分子内でイミンを形成してピリジン環を巻き直すことになる。
また2位や4位にメチル基がある場合、その水素はピリリウム環の強い電子求引性により容易に脱プロトン化される。この脱プロトン化体を各種の求電子試薬と反応させて置換基を導入することができる。

## 天然物

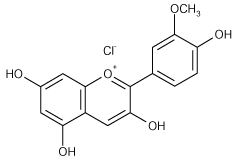
アントシアニジンの一種、ペオニジンの構造式

ピリリウム構造を持つ代表的な天然物として、植物色素であるアントシアニジンが数多く知られている。アントシアニジンの多くは酸性条件では安定であるが、中性からアルカリ性では徐々に分解して退色していく。これはアントシアニジン中のフェノール性ヒドロキシ基の脱プロトン化によりキノイド型の構造となって、ピリリウム構造が崩れてしまい不安定となるためである。